# République hellénique
L’expression République hellénique peut désigner trois régimes politiques qu'a connus la Grèce au cours des XIXe, XXe et XXIe siècles.